# Alectoris
Alectoris es un género de aves galliformes de la familia Phasianidae que incluye diversas especies de perdices del sur de Europa, norte de África, Arabia, y a través de Asia al Tíbet y el oeste de China. Este género se ha introducido en Norteamérica, Canadá, Nueva Zelanda, Hawái. En algunos países, como Gran Bretaña, los híbridos interespecíficos son comunes.
Son aves no migratorias de áreas con colinas. El nido en escarpas tiene veinte huevos. Comen semillas de muchas especies distintas y algunos insectos.

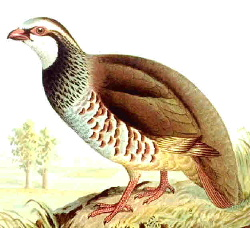
Perdiz roja, Alemania.

Bajo el nombre de perdices rojas, se engloba a diferentes especies de perdiz que tienen en común el poseer patas y picos de color rojo, pertenecientes al género Alectoris. De entre éstas cabe destacar: A. rufa, A. chucar, A. greca, A. bárbara, A. mana y A. malanocífera.
De todas las especies citadas, la Alectoris rufa es la más codiciada en el mundo cinegético por protagonizar lances espectaculares gracias a su rapidez en el vuelo, potente arrancada y dificultad para ser abatida. Se considera una especie autóctona de la península ibérica (España y Portugal), aunque diferentes subespecies propician su distribución por otras partes del continente europeo e islas.
La A. rufa mide unos 34 cm de longitud. Posee un plumaje pardorrojizo con la garganta blanca y rayas oscuras en la parte superior del pecho. Las patas y el pico son rojos. Vive en lugares pedregosos, terrenos secos y monte bajo de la península ibérica, islas Baleares, Francia (incluyendo Córcega), sur de Gran Bretaña y en algunos lugares de Italia. Es una especie cinegética muy apreciada, conocida como "La reina de la caza menor", por lo que se ha introducido en otras zonas fuera de los territorios mencionados.
Su hábitat ideal se sitúa en altitudes entre 600 y 800 m s. n. m. (aunque se puede encontrar entre 100 y 1.700 m s. n. m.), en zonas con pluviosidad entre 400 y 750 mm.
La alteración de su hábitat (agricultura agresiva, construcción de infraestructuras y urbanizacíones, pastoreo de zonas de cría, uso de pesticidas), la presión cinegética excesiva e incontrolada y la alteración genética por mezcla de poblaciones silvestres con otras perdices procedentes de granjas de dudosa calidad genética (hibridación con otras especies más "mansas"), hacen de la otrora abundante "perdiz roja" una especie vulnerable.

## Especies
Se conocen siete especies de Alectoris:
- Alectoris melanocephala - perdiz árabe
- Alectoris magna - perdiz magna
- Alectoris graeca - perdiz griega
- Alectoris chukar - perdiz chucar
- Alectoris philbyi - perdiz gorginegra
- Alectoris barbara - perdiz moruna
- Alectoris rufa - perdiz roja

Una especie prehistórica, Alectoris baryosefi, ha sido descrita de fósiles del Pleistoceno Temprano de Ubeidiya (valle del Jordán), Israel.